# Административное деление Белгорода

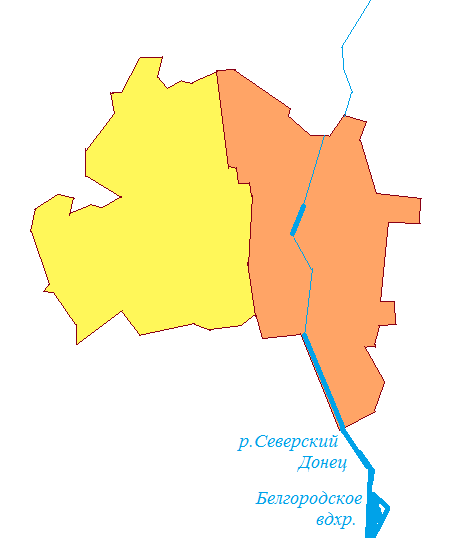
Округа города Белгорода
Западный
Восточный

Город Белгород разделён на два округа, не являющихся муниципальными образованиями.
В рамках административно-территориального устройства области Белгород является городом областного значения; в рамках муниципального устройства в его границах образовано муниципальное образование город Белгород со статусом городского округа с единственным населённым пунктом в его составе.

## Округа
| Название  | Население, чел. (2021) | Код ОКАТО  |
| --------- | ---------------------- | ---------- |
| Восточный | ↘130 246               | 14 401 370 |
| Западный  | ↘209 732               | 14 401 365 |

## История
В 1973 году в городе было образовано два района: Свердловский и Октябрьский.
В 1993 году районы Белгорода были переименованы соответственно:
- Свердловский район в Восточный округ
- Октябрьский район в Западный округ

Из-за интенсивного увеличения городских территорий были планы выделить третий округ — Южный.

## Районы и микрорайоны
Устав городского округа говорит о том, что город Белгород «может включать в себя городские районы и микрорайоны, не являющиеся муниципальными образованиями». Деление территории города Белгорода на городские районы и микрорайоны осуществляется Белгородским городским Советом. Город с 1993 года вместо районов разделён на 2 округа.
С учётом сложившейся сети основных линий железных дорог и долины реки Северский Донец территориальным планированием города выделяются в Белгороде 4 планировочных района, условно названных как Центральный, Южный, Западный и Восточный. Районы, насыщенные промышленными предприятиями и коммунально-складскими организациями, в западной и восточной частях города условно названы Западной и Восточной промышленными зонами.
В городе также создано 27 советов городских территорий, представляющих собой органы самоуправления внутригородских территорий, возглавляемых депутатами Совета депутатов города Белгорода:
1. Спутник
2. Есенинская
3. Буденновская
4. Славянская
5. Красноармейская
6. Спортивная
7. Губкинская
8. Архиерейская
9. Космос
10. 5 августа
11. Ботанический сад
12. Центральная
13. Сумская
14. Мичуринская
15. Гагаринская
16. Кутузовская
17. Аэропорт
18. Черемушки
19. Студенческая
20. Старогородская
21. Народная
22. Савино
23. Крейда
24. Гражданская
25. Донецкая
26. Шуховская
27. Шумиловская